# Promesostomidae
Famille
Les Promesostomidae sont une famille de vers plats aquatiques de l'ordre des Rhabdocoela (infra-ordre des Neotyphloplanida et sous-ordre des Dalytyphloplanida).

## Systématique
Le nom valide complet (avec auteur) de ce taxon est Promesostomidae Graff, 1882.

### Synonyme de Promesostomidae
Promesostomidae a pour synonyme Promesostomidarum, qui est juste le génitif pluriel de Promesostomidae, utilisé pour désigner des  « espèces de Promesostomidae »
.

### Sous-taxons
Selon la base de données World Register of Marine Species (7 janvier 2024), la famille des Promesostomidae regroupe les sous-familles et genres suivants :
- Famille des Promesostomidae
  - genre Hartogia Mack-Fira, 1968
  - genre Kymocarens Ehlers & Ehlers, 1981
  - genre Memyla Marcus, 1952
  - genre Moevenbergia Armonies & Hellwig, 1987
  - genre Paraproboscifer De Clerck, 1994
  - genre Pararhynchella Ehlers & Ehlers, 1981
  - genre Protandrella Ehlers, Mueller & Franke, 1994
  - genre Subulagera Ehlers, 1974
  - genre Vauclusia Willems, Artois, Vermin, Backeljau & Schockaert, 2004
  - genre Westbladiella Luther, 1943
  - genre Wydula Marcus, 1954
  - sous-famille des Paramesostominae Luther, 1948
    - genre Astrotorhynchus Graff, 1905
    - genre Gandalfia Willems, Artois, Vermin, Backeljau & Schockaert, 2005
    - genre Microvahine Karling, Mack-Fira & Dörjes, 1972
    - genre Paramesostoma Attems, 1896
    - genre Paraproboscifer De Clerck, 1994
    - genre Pararhynchella Ehlers & Ehlers, 1981

  - sous-famille des Promesostominae Graff, 1882
    - genre Promesostoma Graff, 1882

### Synonymes, suppressions
Selon la base de données World Register of Marine Species (7 janvier 2024) :
- Dans la sous-famille des Paramesostominae Luther, 1948 : 
  - le genre Pseudorhynchus Graff, 1882 est un synonyme, remplacé par Astrotorhynchus Graff, 1905. Le nom Pseudorhynchus est un homonyme de Pseudorhynchus Serville, 1839, un orthoptère ;
  - le genre Vera Uljanin, 1870 est incertain (nomen dubium).
- Dans la sous-famille des Promesostominae Graff, 1882, le genre Tamara Uljanin, 1870 est incertain. Graff le considère en 1913 comme un taxon dubium.
- La sous-famille des Brinkmanniellinae Luther, 1948 est supprimée.

### Reclassements
La sous-famille des Adenorhynchinae Ax & Heller, 1970 est élevée au rang de famille des Adenorhynchidae Ax & Heller, 1970. Sont ainsi déplacés dans les Adenorhynchidae, les genres de cette sous-famille :
- Adenorhynchus Meixner, 1938
- Listea Ax & Heller, 1970
- Litucivis Ax & Heller, 1970
- Scoliopharyngia Ehlers, Mueller & Franke, 1994.

Sont également reclassés dans la famille des Adenorhynchidae, les genres suivants, anciennement dans la sous-famille des Brinkmanniellinae :
- Cilionema Karling, Mack-Fira & Dörjes, 1972 ;
- Coronhelmis Luther, 1948 ;
- Tvaerminnea Luther, 1943.

D'autres genres anciennement classés dans la famille des Promesostomidae ont été reclassés comme suit :
- Sont remontés au niveau du parv-ordre des  Thalassotyphloplanida (famille incertae sedis), les genres :
  - Brinkmanniella Luther, 1943 ;
  - Gaziella De Clerck & Schockaert, 1995.

- Le genre Einarella Luther, 1948 est reclassé dans la famille des Schockaertiidae.

### Publication originale
(de) Ludwig von Graff, Monographie der Turbellarien, t. I, Rhabdocoelida, Verlag Wilhelm Engelmann, Leipzig, 1882, p. 1-442 lire